# Tribbonskäret
Tribbonskäret är en ö i Finland. Den ligger i Norra kvarken och i kommunen Korsholm i den ekonomiska regionen  Vasa i landskapet Österbotten, i den västra delen av landet. Ön ligger omkring 38 kilometer nordväst om Vasa och omkring 410 kilometer nordväst om Helsingfors.
Öns area är 19,3 hektar och dess största längd är 0,7 kilometer i sydväst-nordöstlig riktning.